# Text Encoding Initiative

Offizielles Logo

Die Text Encoding Initiative (TEI) ist eine 1987 gegründete Organisation (seit 2000 als TEI-Konsortium organisiert) und ein gleichnamiges Dokumentenformat zur Kodierung und zum Austausch von Texten, das diese entwickelt hat und weiterentwickelt. In der aktuellen Version P5 basiert das Format auf XML und ist in einer Metasprache definiert, aus der formale Schemata wie DTD, XML Schema und RELAX NG Schema abgeleitet werden können.
TEI hat sich zu einem De-facto-Standard innerhalb der Geisteswissenschaften entwickelt, wo es zum Beispiel zur Kodierung von gedruckten Werken (Editionswissenschaft) oder zur Auszeichnung von sprachlichen Informationen (Linguistik) in Texten verwendet wird.

## Geschichte
TEI wurde seit 1988 auf der Grundlage von SGML entwickelt, der erste Entwurf P1 (P für englisch proposal – Vorschlag) erschien 1990. Nach einer Zwischenversion P2 (1992), die Erweiterungen und Korrekturen enthielt, wurde 1994 die wiederum erweiterte TEI-Version P3 – die erste stabile Version – verabschiedet. Mit der Entwicklung und Verbreitung von XML musste auch TEI weiterentwickelt werden. Zu diesem Zweck wurde im Jahr 2000 das TEI-Konsortium gegründet. Die erste XML-Version P4 erschien 2002, gleichzeitig entstand die Version TEI Lite mit einem abgespeckten Umfang an Elementen. Seit 2005 wurde die Version P5 erarbeitet, die am 1. November 2007 freigegeben wurde. Sie wurde technisch gründlich überarbeitet und inhaltlich erweitert, unter anderem wurde ein Standard zur Beschreibung von Handschriften (MASTER) integriert.

## Technik
TEI ist aus verschiedenen sachbezogenen Modulen aufgebaut, die beispielsweise Elemente für die Dokumentstruktur, zur Auszeichnung von Gedichten und Dramen, zur Markierung einzelner Zeilen und Seiten, für Tabellen, für textkritische Anmerkungen oder für Sprachkorpora, Terminologien und Wörterbücher enthalten. Es gibt einen Kern von Modulen, der allgemeine Elemente wie <p/> für Absätze enthält. Dieser Kern kann je nach Projekt um benötigte Module erweitert werden, die eine sehr differenzierte Auszeichnung von Textmerkmalen ermöglichen.
Das TEI-Schema für eine konkrete Anwendung wird selbst als TEI-Dokument in einer Metasprache definiert (genannt ODD-Dokument: One Document Does it all). Aus dem ODD-Dokument können automatisch formale Schemata, etwa DTD, XML Schema und Relax-NG-Schema generiert werden. Sowohl für die Anpassung von TEI als auch für die Erzeugung der Schemata bieten die TEI-Webseiten Werkzeuge.

## Beispiele

### Hallo Welt!
```
<?xml version="1.0" encoding="UTF-8"?>

<TEI
 
xmlns=
"http://www.tei-c.org/ns/1.0"
>

    
<teiHeader>

        
<fileDesc>

            
<titleStmt>

                
<title>
Hallo
 
Welt!
</title>

            
</titleStmt>

            
<publicationStmt>

                
<p>
Demo
 
für
 
Wikipedia
</p>

            
</publicationStmt>

            
<sourceDesc>

                
<p>
Originales
 
Werk,
 
keine
 
Vorlage
</p>

            
</sourceDesc>

        
</fileDesc>

    
</teiHeader>

    
<text>

        
<body>

            
<p>
Hallo
 
Welt!
</p>

        
</body>

    
</text>

</TEI>

```

### Praxisbeispiel
Das folgende Beispiel kodiert ein Gedicht mit detaillierten bibliografischen Angaben sowie Angaben zur Zeilen- und Seitenzählung (TEI Lite).
```
<?xml version="1.0" encoding="UTF-8"?>

<TEI
 
xmlns=
"http://www.tei-c.org/ns/1.0"
>

    
<teiHeader>

        
<fileDesc>

            
<titleStmt>

                
<title>
Auf
 
dem
 
Brocken
</title>

                
<author>
Heinrich
 
Heine
 
(1797–1856)
</author>

                
<respStmt>

                    
<name>
Wiki
 
Autor
</name>

                    
<resp>
Umwandlung
 
in
 
TEI-konformes
 
XML
</resp>

                
</respStmt>

            
</titleStmt>

            
<publicationStmt>

                
<p>
aus
 
Wikisource,
 
der
 
freien
 
Quellensammlung

                    
(
<ptr
 
target=
"http://de.wikisource.org/wiki/Auf_dem_Brocken"
/>
)
</p>

            
</publicationStmt>

            
<sourceDesc>

                
<biblFull>

                    
<titleStmt>

                        
<title
 
level=
"a"
>
Auf
 
dem
 
Brocken
</title>

                        
<title
 
level=
"m"
>
Buch
 
der
 
Lieder
</title>

                        
<title
 
level=
"m"
 
type=
"sub"
>
Aus
 
der
 
Harzreise
</title>

                        
<author>
Heine,
 
Heinrich
</author>

                    
</titleStmt>

                    
<publicationStmt>

                        
<publisher>
Hoffmann
 
und
 
Campe
</publisher>

                        
<pubPlace>
Hamburg
</pubPlace>

                        
<date>
1827
</date>

                        
<availability>

                            
<p>
Gemeinfrei,
 
keine
 
Nutzungsbeschränkungen
</p>

                        
</availability>

                    
</publicationStmt>

                
</biblFull>

            
</sourceDesc>

        
</fileDesc>

    
</teiHeader>

    
<text>

        
<body>

            
<pb
 
n=
"302"
/>

            
<head>
Auf
 
dem
 
Brocken.
</head>

            
<lg
 
type=
"stanza"
>

                
<l>
Heller
 
wird
 
es
 
schon
 
im
 
Osten
</l>

                
<l>
Durch
 
der
 
Sonne
 
kleines
 
Glimmen,
</l>

                
<l>
Weit
 
und
 
breit
 
die
 
Bergesgipfel,
</l>

                
<l>
In
 
dem
 
Nebelmeere
 
schwimmen.
</l>

            
</lg>

            
<lg
 
type=
"stanza"
>

                
<l
 
n=
"5"
>
Hätt’
 
ich
 
Siebenmeilenstiefel,
</l>

                
<l>
Lief
 
ich,
 
mit
 
der
 
Hast
 
des
 
Windes,
</l>

                
<l>
Ueber
 
jene
 
Bergesgipfel,
</l>

                
<l>
Nach
 
dem
 
Haus
 
des
 
lieben
 
Kindes.
</l>

            
</lg>

            
<lg
 
type=
"stanza"
>

                
<l>
Von
 
dem
 
Bettchen,
 
wo
 
sie
 
schlummert,
</l>

                
<l
 
n=
"10"
>
Zög’
 
ich
 
leise
 
die
 
Gardinen,
</l>

                
<l>
Leise
 
küßt’
 
ich
 
ihre
 
Stirne,
</l>

                
<l>
Leise
 
ihres
 
Munds
 
Rubinen.
</l>

            
</lg>

            
<lg
 
type=
"stanza"
>

                
<l>
Und
 
noch
 
leiser
 
wollt’
 
ich
 
flüstern
</l>

                
<l>
In
 
die
 
kleinen
 
Lilien-Ohren:
</l>

                
<l
 
n=
"15"
>
Denk’
 
im
 
Traum,
 
daß
 
wir
 
uns
 
lieben,
</l>

                
<l>
Und
 
daß
 
wir
 
uns
 
nie
 
verloren.
</l>

            
</lg>

        
</body>

    
</text>

</TEI>

```